# 高山镇 (伊川县)
高山镇，是中华人民共和国河南省洛陽市伊川县下辖的一个乡镇级行政单位。

## 行政区划
高山镇下辖以下地区：
侯村、常海山村、草场村、湖南村、晁沟村、坡头寨村、北张村、西贾村、穆店村、洞子沟村、增花营村、刘庄村、高山村、黄村、金滹沱村、高东村、坡头村、谷元村、郑村、魏庄村、方沟村、王中洼村和闫洼村。